# Sozinianismus

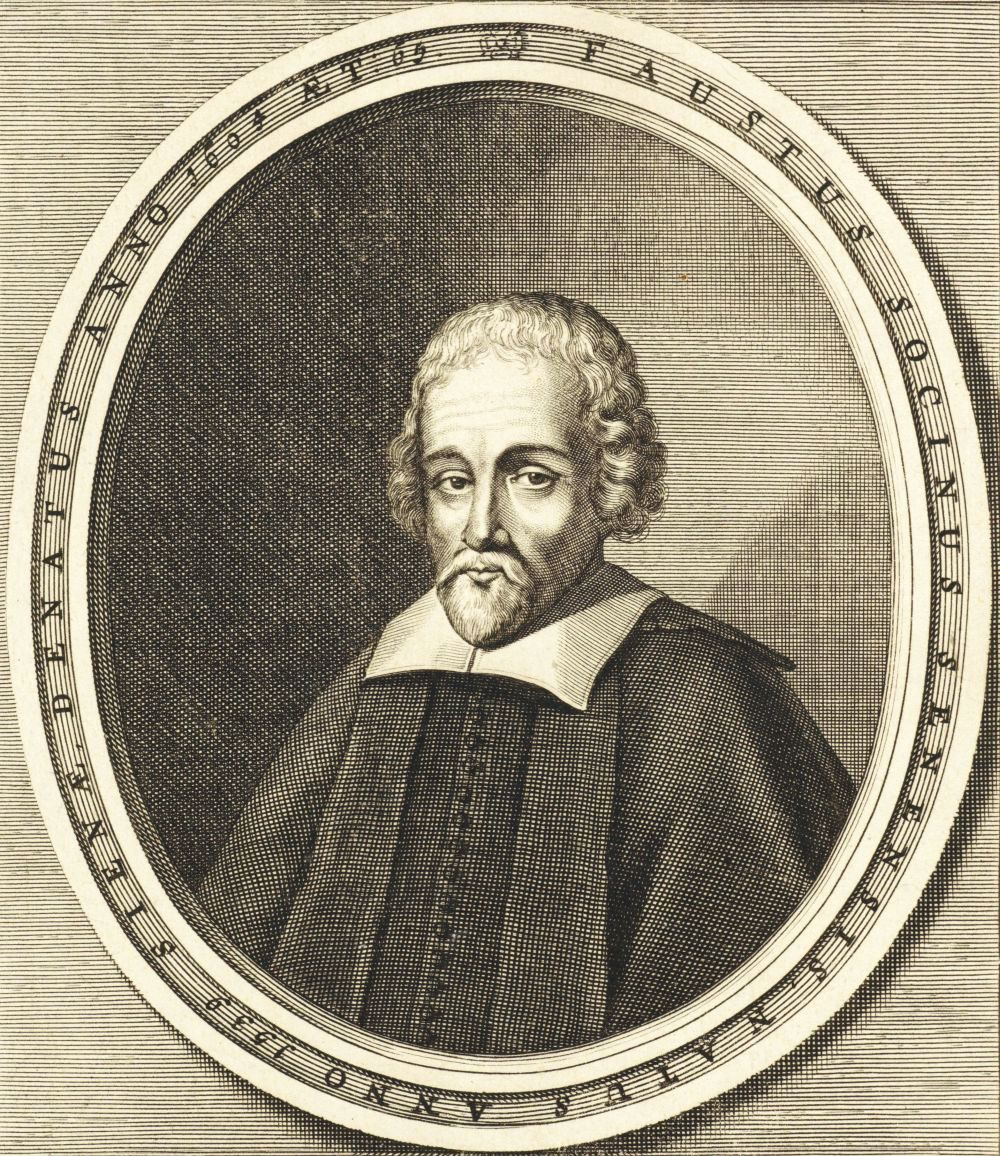
Faustus Socinus

Der Ausdruck Sozinianismus (Socianismus, Sozianismus) bezeichnet eine eher heterogene, antitrinitarische Bewegung, die den Glaubenssatz, dass der auferstandene Mensch Jesus Christus Mensch und Gott zugleich sein könne, für falsch und widervernünftig hält. Daher lehnte der Sozinianismus auch das christliche Trinitätsdogma, die Präexistenz und Menschwerdung Gottes in Jesus Christus ab. Er wollte das Abendmahl einzig symbolisch verstanden wissen, befürwortete eine rationalistische Bibelauslegung und eine humanistische Toleranz. In diesem Sinne kann die Bewegung als Vorläufer des Deismus, des Rationalismus und der Aufklärung angesehen werden. Die Ablehnung der Konfessionen und der Feudalhierarchie, der die Idee von der rechtlichen Gleichheit aller Menschen gegenübergestellt wurde, sowie die Verurteilung des Krieges, verbunden mit der Ablehnung des Kriegsdienstes, gehen auf den Einfluss des Täufertums und der mährischen Täufer zurück. Deren urchristliche Ideale fanden zeitweise bei den nichtadeligen Schichten Einfluss, die die wesentliche soziale Grundlage des Sozinianismus ausmachten. Die Bewegung breitete sich im 16. und 17. Jahrhundert, im Zeitalter der Reformation, vor allem im östlichen Mitteleuropa, in Polen, Mähren und Siebenbürgen, aus und wurde nach den nach Polen ausgewanderten Italienern Lelio Sozzini und seinem Neffen Fausto Sozzini benannt.

## Geschichte
In Polen wurde die Reformation vor allem durch italienische Reformatoren, darunter Pietro Paolo Vergerio und Francesco Lismanini, verbreitet. Da die Reformation in Polen-Litauen während der Regierungszeit von Sigismund II. August durch religiöse Toleranz gekennzeichnet war, konnte hier die anderswo als Häresie bekämpfte Sekte Fuß fassen. Als Lelio Sozzini 1551 erstmals nach Polen kam, traf er sich auch mit Lismanini, der über alle theologischen Bedenken hinweg die Einheit aller reformatorischen Kräfte in Polen fördern wollte.
Das Zentrum des Sozinianismus war die polnische Stadt Raków, wo die sogenannten Polnischen Brüder, die sich 1564 von der Reformierten Kirche in Polen als Ecclesia minor abspalteten, ihr intellektuelles Zentrum hatten. Diese Bewegung umfasste danach etwa 170 Gemeinden in Polen. Nach dem Vorbild von Pińczów wurde eine eigene Gelehrtenschule eingerichtet. Insgesamt legten die polnischen Antitrinitarier, die sich hauptsächlich aus humanistischen Kreisen rekrutierten, großen Wert auf Bildung. Bereits vor der Gründung der Rakówer Schule hatte in Lubartów eine sozinianische Gelehrtenschule existiert, daneben gab es noch eine Vielzahl kleinerer Schulen. Fausto Sozzini, der erst 1579 nach Polen kam, war nicht der Gründer des Sozinianismus, er gehörte nicht einmal zu den polnischen Brüdern, prägte sie aber entscheidend durch seine Schriften, besonders den 1605 erschienenen Rakówer Katechismus, der außer den oben bereits genannten Dogmen auch die kirchliche Soteriologie verwarf.
In Raków wirkten auch die deutschen Sozinianer Johannes Crellius und Martin Ruarus. Ruarus hatte Verbindung mit Hugo Grotius in Paris, der vor allem die Toleranzidee der Sozinianer teilte. Von Raków breitete sich der Sozinianismus über ganz Polen und Litauen, schließlich bis nach Deutschland, den Niederlanden (siehe auch Lammisten) und England (siehe auch Unitarismus) und von dort bis nach Nordamerika aus.
Unter den deutschen Sozinianern ragte Ernst Soner (1572–1612) hervor, der vor allem durch seine Tätigkeit als Professor an der Universität Altdorf die Studenten beeinflusste, die ihrerseits wesentlich an der Verbreitung sozinianischer Gedanken in Deutschland beteiligt waren. Philosophisch-weltanschaulich lag Soner mit seiner Annahme von der Ewigkeit der Materie, verbunden mit der Behauptung eines ersten äußeren Anstoßes, durch den sie Bewegung erhalten habe, in deistischer Richtung.
Die Ausbreitung sozinianischen Ideengutes in vielen europäischen Ländern wurde durch die Anfang des 17. Jahrhunderts im Zuge des Erstarkens der katholischen Gegenreformation auch in Polen einsetzende Verfolgung und Vertreibung der Sozinianer gefördert. Raków wurde 1638 von der Gegenreformation zerstört. 1659 wurden die Sozinianer des Landes verwiesen. Einige entgingen der Ausweisung, indem sie pro forma zum Protestantismus übertraten. Nach einem Religionsgespräch mit den Jesuiten verließen auch die letzten Vertreter Polen.
Seit 1848 vertreten neben den noch bestehenden christlichen Unitariern vor allem die Church of God General Conference und die international mit etwa 60.000 Anhängern verbreiteten Christadelphians eine sozinianische Theologie, auch über die Unitarian Christian Alliance. Ab 1930 gab es verschiedene Versuche, die polnischen Brüder in Polen neu zu beleben, doch fanden sich nur wenige Anhänger. In Ländern wie Siebenbürgen und Großbritannien bestehen jedoch bis heute noch christlich-unitarische Kirchen.

## Einfluss
In England waren es besonders John Biddle (1615–1662), Isaac Newton und John Locke, in Frankreich Voltaire, die sich mit ihren Lehren auseinandersetzten, wodurch diese Einfluss auf die frühe Periode der Aufklärung gewannen. In der Unitarischen Kirche von Siebenbürgen, in den unitarischen Kirchen von England und den USA leben die sozinianischen Ideen bis ins 18. Jahrhundert fort (siehe auch Unitarismus (Religion)). Unter rationalistischem Einfluss lehnten weite Teile des Unitarismus im Laufe des 19. Jahrhunderts auch Jungfrauengeburt, Wunder und die Inspiration der Bibel ab.

## Bibliothek der polnischen Brüder
Der niederländische Drucker Frans Kuypers veröffentlichte die Werke der polnischen Brüder in Bibliotheca Fratrum Polonorum quos Unitarios vocant 1665, 1668, 1692.
- Vol. I–II, Fausto Sozzini: Fausti Socini opera omnia inc. Tractatus de justificatione etc. (1668)
- Vol. III–V, Johann Crell: Joannis Crellii opera omnia (1665)
- Vol. VI, Jonas Schlichting: Jonæ Slichtingii … commentaria posthuma, in plerosque Novi Testamenti libros … hactenus inedita, inc. de magistratu, bello, et privata defensione, … didactica, et polemica etc. (1668)
- Vol. VII–VIII, Johann Ludwig von Wolzogen: Johannis Ludovici Wolzogenii … opera omnia, exegetica, didactica, et polemica, etc. (1668)
- Vol. IX, Samuel Przypkowski: Cogitationes sacrae ad initium Evangelii Matthaei et omnes Epistolas apostolicas (1692), ed. Philippus van Limborch und Benedykt Wiszowaty.